# Crnce (Istok)
Pour les articles homonymes, voir Crnce.
Cerrcë en albanais et Crnce en serbe latin (en serbe cyrillique : Црнце) est une localité du Kosovo située dans la commune/municipalité d'Istog/Istok et dans le district de Pejë/Peć. Selon le recensement kosovar de 2011, elle compte 1 248 habitants.

## Histoire
L'écrivain Ibrahim Rugova (1944-2006) est né dans le village ; de 2002 à 2006, il a été le premier président de la République du Kosovo ; sa maison natale est proposée pour une inscription sur la liste des monuments culturels du Kosovo.

## Démographie

### Évolution historique de la population dans la localité
| 1948 | 1953 | 1961 | 1971  | 1981  | 1991  | 2011  |
| ---- | ---- | ---- | ----- | ----- | ----- | ----- |
| 632  | 728  | 891  | 1 200 | 1 413 | 1 653 | 1 248 |

|  |

### Répartition de la population par nationalités (2011)
En 2011, les Albanais représentaient 95,27 % de la population.